# Чулак, Ефим Аронович
Ефи́м Аро́нович Чула́к (род. 1948, Чадыр-Лунга, Молдавская ССР) — советский волейболист, игрок сборной СССР (1971—1976). Двукратный призёр Олимпийских игр (1972, 1976), двукратный чемпион Европы, шестикратный чемпион СССР. Нападающий. Мастер спорта международного класса (1972).

## Биография
Ефим Чулак родился в районном центре Чадыр-Лунга (теперь в составе Гагаузской автономии в Молдове) в 1948 году. Начал играть в волейбол в возрасте 11 лет после занятий футболом, баскетболом, и боксом. Воспитанник челябинских тренеров Ю. М. Киселёва и Ю. В. Зачерновского. В шестнадцатилетнем возрасте стал членом молодёжной сборной команды страны, а с 1969 года — член сборной команды СССР (постоянный член с 1971 года). Выпускник Московского института физической культуры (тренер по волейболу, 1973).
Выступал за СКА (Ростов-на-Дону), с 1971 года — ударный нападающий в команде ЦСКА. Шестикратный чемпион СССР в 1972—1977 годах (бронзовый призёр в 1970-м и серебряный призёр в 1971-м годах), победитель Спартакиады народов СССР в 1971 и 1975 годах (в составе сборной Москвы), четырёхкратный обладатель Кубка европейских чемпионов в 1973—1975 и в 1977 годах. Победитель чемпионата дружественных армий (1973).
В составе сборной команды СССР: чемпион Европы в 1971 и 1975 годах, серебряный (1976, Монреаль) и бронзовый (1972, Мюнхен) призёр Олимпийских игр, серебряный призёр чемпионата мира 1974 года. В начале 1970-х годов был одним из лучших ударных нападающих в мире. Признан лучшим нападающим чемпионата Европы 1971 года и избран членом символической сборной команды Европы в том же году. Вышел из сборной команды страны по возрасту в 1976 году, до 1977 года играл в составе ЦСКА. В 1978—1981 годах тренер молодёжной сборной команды Москвы, в 1977—1990 годах — тренер в ЦСКА.
С 1990 года живёт в Израиле, помощник тренера национальной сборной команды страны. С 1995 года — в Монреале. Тренер и инструктор по волейболу в летнем тренировочном лагере под Нью-Йорком; в остальное время года занимается частными страховыми консультациями.

## Галерея
- Реликвии

## Источник
- Волейбол: Энциклопедия / Сост. В. Л. Свиридов, О. С. Чехов. — Томск: Компания «Янсон», 2001.